# Saint-Ouen-sur-Loire
Saint-Ouen-sur-Loire è un comune francese di 532 abitanti situato nel dipartimento della Nièvre nella regione della Borgogna-Franca Contea.

## Società

### Evoluzione demografica
Abitanti censiti